# 魁北克市-温莎走廊
魁北克市-温莎走廊（英語：Quebec City–Windsor Corridor）是加拿大的一片地理区域。该区域从东北的魁北克省魁北克市起，向西南延伸至安大略省温莎市，长达1150千米。魁北克市-温莎走廊是全国人口最稠密，高度工业化的一片地区，共有居民1800万人，占加拿大总人口的51%。根据2001年人口统计，此區亦集中了全国四大都會區中的三個。就像美国东北部之于美国，这片区域对加拿大的经济及政治有着极其重要的意义。魁北克市-温莎走廊这一概念由维亚铁路提出，而且流行开来。维亚铁路把通勤于这片区域的客运服务起名为“走廊”，这片地理区域因此而得名。

## 地理环境
这片区域从魁北克市沿着圣劳伦斯河北岸、安大略湖和伊利湖延伸到温莎市，经过许多加拿大的重要城市：
- 多伦多
- 蒙特利尔
- 渥太华
- 密西沙加
- 魁北克城
- 汉密尔顿
- 伦敦
- 基奇纳-滑铁卢
- 聖嘉芙蓮斯
- 奥沙瓦
- 温莎市
- 舍布鲁克
- 三河市

邻近这片区域的美国地区，如纽约州西部和密歇根州南部，通常不被认为是魁北克市-温莎走廊的一部分，尽管这些地区和该走廊有着十分紧密的经济、文化和政治联系。

## 历史
在新法兰西时期，这片区域被称为加拿大，但只有现今的魁北克地区，即魁北克城至蒙特利尔有一定数量的人居住。美国独立战争之后，大量保皇派涌入加拿大，定居在如今安大略部分。在殖民时期，由于英国和美国的交战，加拿大最终将首都定在内陆的渥太华，以远离边境上可能的战争。

## 交通
走廊中的各座城市由各水路、公路、铁路和航空联系起来。

### 水路
水路是这片区域最古老的交通方式。从圣劳伦斯河河口的魁北克市逆流而上，可以到达走廊尽头的温莎。丽都运河的开通使得水路可以从金斯顿抵达内陆的渥太华。

### 公路
沿着走廊最主要的道路為安大略401號省道和魁北克20號高速公路，两条公路贯穿整个走廊。安大略401号省道为北美最繁忙的公路，西起於溫莎市市郊，向東北伸延800多公里，至安大略省及魁北克省交界与魁北克20號高速公路连接。魁北克20号高速公路为魁北克省内最重要的高速公路，连接圣劳伦斯河沿岸的主要城市，包括蒙特利尔、三河市和魁北克市。

### 铁路
加拿大国家铁路和加拿大太平洋铁路在这片区域提供货运服务。维亚铁路使用国铁的线路提供客运服务。这片区域是维亚铁路最重要的市场，占其总营业客的67%。

### 航空
这片区域内最重要的机场为多伦多皮尔逊国际机场、蒙特利尔特鲁多国际机场、渥太华麦克唐纳－卡蒂埃国际机场和魁北克让·勒萨热国际机场。每天往返于蒙特利尔和多伦多的航班接近90次，为加拿大国内最繁忙、世界第15繁忙的航线。